# Ekaterina Anikeeva
Pour les articles homonymes, voir Anikeeva.
Ekaterina Anikeeva (en russe : Екатерина Евгеньевна Аникеева), née le 22 janvier 1969 à Moscou, est une joueuse de water-polo internationale russe. Elle remporte la médaille de bronze lors Jeux olympiques d'été de 2000 avec l'équipe de Russie.

## Palmarès

### En sélection
- Russie
  - Jeux olympiques :
    - Médaille de bronze : 2000.